# Associazione Calcio Vogherese 1988-1989
Questa voce raccoglie le informazioni riguardanti  l'Associazione Calcio Vogherese nelle competizioni ufficiali della stagione 1988-1989.

## Rosa
| N. |                   | Ruolo | Calciatore         |
| -- | ----------------- | ----- | ------------------ |
| -  | Italia (bandiera) | P     | Ruggero Aiani      |
| -  | Italia (bandiera) | C     | Giulio Andreoli    |
| -  | Italia (bandiera) | A     | Mirko Battistella  |
| -  | Italia (bandiera) | D     | Antonio Bellopede  |
| -  | Italia (bandiera) | C     | Angelo Calzavacca  |
| -  | Italia (bandiera) | A     | Maurizio Cerasa    |
| -  | Italia (bandiera) | D     | Guido Corradi      |
| -  | Italia (bandiera) | P     | Alessandro D'Amico |
| -  | Italia (bandiera) | C     | Alfonso Di Marco   |
| -  | Italia (bandiera) | D     | Luca Fusi          |

| N. |                   | Ruolo | Calciatore          |
| -- | ----------------- | ----- | ------------------- |
| -  | Italia (bandiera) | A     | Ugo Guerra          |
| -  | Italia (bandiera) | D     | Salvatore Latronico |
| -  | Italia (bandiera) | D     | Stefano Meneghel    |
| -  | Italia (bandiera) | D     | Patric Panucci      |
| -  | Italia (bandiera) | D     | Paolo Petrullo      |
| -  | Italia (bandiera) | C     | Massimo Provvido    |
| -  | Italia (bandiera) | A     | Josep Rota          |
| -  | Italia (bandiera) | C     | Fabio Visca         |
| -  | Italia (bandiera) | C     | Francesco Vuolo     |